# Цвек, Ежи
Ежи Казимеж Цвек (пол. Jerzy Kazimierz Ćwiek; 12 октября 1930, Машна — 6 апреля 2014, Пясечно) — польский генерал времён ПНР, столичный комендант гражданской милиции в 1976—1983, начальник Главного таможенного управления в 1985—1990. Проводник репрессивной политики военного положения. В Третьей Речи Посполитой осуждён за таможенные махинации.

## Милицейская карьера
Родился в деревенской семье из гмины Тересин. В 1950 поступил на службу в министерство общественной безопасности. Прошёл обучение в милицейской школе Слупска. В 1952 назначен в центральный аппарат — главную комендатуру гражданской милиции. Находился в распоряжении главного коменданта генерала Конажевского. С 1947 состоял в правящей компартии ППР, с 1948 — в ПОРП.
Ежи Цвек служил в Бюро главной комендатуры по борьбе с экономическими преступлениями. Сделал милицейскую карьеру по данной линии, в 1972—1974 занимал пост директора Бюро. В 1974—1976 — заместитель главного коменданта генерала Яницкого.
10 декабря 1976 Ежи Цвек в звании генерала бригады сменил генерала Фриделя на посту столичного коменданта — начальника милиции Варшавы. По должности состоял в руководящем органе Варшавского комитета ПОРП.

## Столичный комендант
В Августе 1980-х Польшу охватило массовое забастовочное движение. Власти вынуждены были заключить Августовские соглашения с межзаводскими забастовочными комитетами и согласиться на создание независимого профсоюза Солидарность. Генерал Цвек примыкал к «партийному бетону» в руководстве МВД. Был противником «Солидарности», поддерживал жёсткую линию первого секретаря Варшавского комитета Станислава Кочёлека. Противодействовал созданию независимого профсоюза сотрудников гражданской милиции.
13 декабря 1981 в Польше было введено военное положение. На посту столичного коменданта генерал Цвек был активным проводником репрессий. В его подчинении находились управление СБ полковника Пшановского и формирования ЗОМО подполковника Залевского. Варшавская комендатура задерживала и интернировала активистов «Солидарности», разгоняла акции протеста, вела розыск подпольщиков.
В своих отчётах начала 1982 Цвек с тревогой отмечал возрождение нелегальных групп «Солидарности» на промышленных предприятиях Варшавы. Характеризовал как политического противника также католическую церковь. Министр внутренних дел генерал Кищак и начальник СБ МВД генерал Цястонь требовали не только подавления подполья, но и формирования лояльных режиму общественных организаций, в том числе профсоюзов. Цвек распорядился использовать в этих целях осведомителей МВД. Результаты оказались более чем скромными, что вызвало недовольство Цястоня. Комендатуре не удавалось ликвидировать варшавское подполье «Солидарности», арестовать Збигнева Буяка и Виктора Кулерского, преодолеть систему конспирации, созданную Эвой Кулик, покончить с нелегальными изданиями. Радикальные Группы сопротивления «Солидарные» Теодора Клинцевича и Петра Изгаршева совершали акции атакующего характера.
3 мая 1982 подчинённая Цвеку столичная милиция, прежде всего ЗОМО, сыграла основную роль в подавлении массовых протестов, организованных подпольной «Солидарностью». В результате разгонов демонстраций в Варшаве погибли три человека. Масштабные столкновения протестующих с милицией произошли в столице также 16 и особенно 31 августа 1982 — крупнейшие протестные акции за время военного положения.

## Заместитель главного коменданта
1 февраля 1983 Ежи Цвек оставил пост столичного коменданта (его сменил полковник Клосовский) и перешёл в центральный аппарат МВД. До 1985 Цвек был заместителем главного коменданта генерала Бейма. Курировал положение в Варшаве и столичном регионе Мазовше. На этот период пришлась гибель Гжегожа Пшемыка, жестоко избитого в варшавском милицейском комиссариате. Генерал Цвек участвовал в фабрикации версии, перекладывавшей ответственность на невиновных работников скорой помощи.
Дважды командировался в СССР, один раз на Кубу. Затем около пяти лет возглавлял Главное таможенное управление. Последняя должность Цвека — директор Бюро паспортов МВД с февраля по июль 1990.

## Отставка и кончина
Новая забастовочная волна 1988, Круглый стол и выборы 1989, создание некоммунистического правительства Тадеуша Мазовецкого изменили общественно-политический строй Польши. ПОРП была отстранена от власти, ПНР преобразовалась в Третью Речь Посполитую. 31 июля 1990 Ежи Цвек был отправлен в отставку.
В 1997 Цвек предстал перед Государственным трибуналом по обвинению в экономическом преступлении — нарушении правил ввоза алкоголя в бытность начальником таможни. Был признан виновным и приговорён к лишению избирательного права сроком на пять лет.
Скончался Ежи Цвек в возрасте 83 лет. Соболезнования семье выразили бывшие подчинённые по столичной комендатуре. Планы захоронения «коммунистического генерала» на Воинских Повонзках — кладбище польских героев — вызвали резкие протесты.